# Sarah Burton

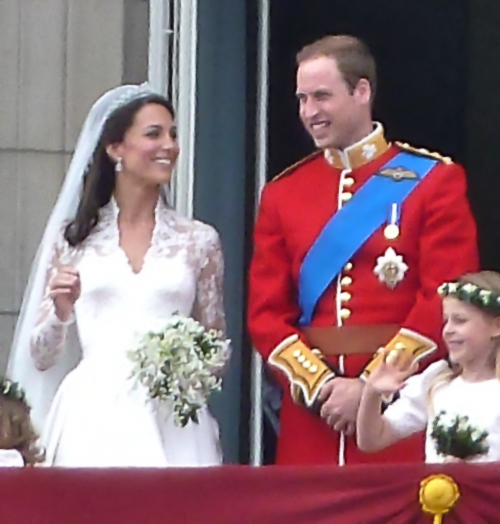
O vestido de Kate Middleton para seu casamento com o príncipe William

Sarah Jane Burton, OBE (nascida Heard, 1974) é uma estilista de moda Inglesa, e é diretora criativa da grife de Alexander McQueen, que desenhou o vestido de Kate Middleton, para seu casamento com o príncipe William, Duque de Cambridge.
Sarah nasceu em Manchester, e tem 4 irmãos.
Na graduação, em 1997, ela ingressou na empresa em tempo integral como assistente pessoal de McQueen. Sarah criou vestidos para Michelle Obama, Cate Blanchett, Lady Gaga e Gwyneth Paltrow. Após a morte de McQueen em fevereiro de 2010, Burton foi nomeada como a nova diretora criativa de Alexander McQueen em Maio de 2010. Em setembro de 2010, Burton apresentou a primeira coleção feminina McQueen foi inteiramente criada em Paris.
Em 29 de abril de 2011, foi revelado que Burton tinha desenhado o vestido de casamento de Kate Middleton para o seu casamento com o príncipe William, Duque de Cambridge. O trabalho de Burton chegou ao conhecimento de Middleton, em 2005, quando ela assistiu ao casamento de Tom Parker Bowles, o filho da duquesa da Cornualha. Burton disse que a criação do vestido do casamento real tinha sido a "experiência de uma vida".
O vestido da dama de honra, Philippa Middleton (irmã de Kate Middleton), também foi feito por Sarah Burton.
Sarah Burton mora hoje em St. Johns Wood, com o marido, fotógrafo David Burton.